# 拉里·霍姆斯
拉里·霍姆斯（英語：Larry Holmes，1949年11月3日—），前美国拳击运动员、世界重量级拳王。他在宾夕法尼亚州伊斯顿长大，人称“伊斯顿暗杀者”（Easton Assassin）。
霍姆斯以其左刺拳而闻名于世。在职业拳击生涯中，他曾于1978年至1983年拥有世界拳击理事会（WBC）重量级拳王头衔，1980年至1985年间拥有《拳台》杂志（The Ring）与正统拳王头衔。同时，1983年至1985年间，他还是国际拳击联合会（IBF）的第一位重量级拳王。他总共20次卫冕成功，这一成绩仅次于乔·路易斯的25次与弗拉迪米尔·克利奇科的22次，位居史上第三。此外，他也是仅有的5位击败过拳王穆罕默德·阿里的拳手之一，并且是其中唯一一位以技术性击倒取胜的拳手。
霍姆斯被认为是史上最伟大的重量级拳手之一，2008年入选国际拳击名人堂。